# Tetragnatha macracantha
Tetragnatha macracantha là một loài nhện trong họ Tetragnathidae.
Loài này thuộc chi Tetragnatha. Tetragnatha macracantha được miêu tả năm 1992 bởi Gillespie.